# Sartidia jucunda
Sartidia jucunda är en gräsart som först beskrevs av Herold Georg Wilhelm Johannes Schweickerdt, och fick sitt nu gällande namn av De Winter. Sartidia jucunda ingår i släktet Sartidia och familjen gräs. Inga underarter finns listade i Catalogue of Life.